# کنوت (اکلاهما)
کنوت(به انگلیسی: Canute) شهری در ایالت اکلاهما کشور ایالات متحده آمریکا است که جمعیت آن در سرشماری سال ۲۰۱۰ میلادی، ۵۴۱ نفر بوده‌است.